# هنري موسلي
هنري موسلي (8 مارس 1852 في المملكة المتحدة - 29 نوفمبر 1933) (بالإنجليزية: Henry Mosley)‏ هو لاعب كريكت بريطاني (وحمل سابقاً جنسية المملكة المتحدة لبريطانيا العظمى وأيرلندا).